# Pedro Berroy y Sánchez
Pedro Berroy y Sánchez (Coscojuela de Sobrarbe, 1 de agosto de 1802 - Zaragoza, 9 de noviembre de 1889) fue un jurista y sacerdote español.

## Biografía
Curso filosofía, cánones y leyes. A los veinticuatro años obtuvo un beneficio del Pilar de Zaragoza y a los veinticinco los grados de licenciado y doctor, desempeñando varias veces interinamente algunas cátedras de su facultad. En 1828 hizo oposición y obtuvo una cátedra de instituciones canónicas en la Facultad de Jurisprudencia de la Universidad de Zaragoza. Hizo oposiciones a la canonjía doctoral de Barbastro y las ganó, pero la renunció luego para poder continuar desempeñando la cátedra. En 1856 fue nombrado decano de la Faculta de Jurisprudencia, Hizo cuantiosos donativos para los museos de historia natural. Entre sus discípulos se encuentran: Francisco Pi y Margall, Pantaleón Montserrat, Cipriano Muñoz y Manzano (conde de la Viñaza) y Cosme Marrodán.
Fue decano de los profesores y catedráticos de las universidades españolas.